# 普里馬韋拉德朗多尼亞
11°49′01″S 61°19′22″W / 11.81694°S 61.32278°W
普里馬韋拉德朗多尼亞（葡萄牙語：Primavera de Rondônia），是巴西的城鎮，位於該國西北部，由朗多尼亞州負責管轄，始建於1994年6月22日，面積606平方公里，海拔高度210米，2010年人口3,523，人口密度每平方公里5.82人。